# قائمة الأفلام المصرية سنة 1972
هذه قائمة بالأفلام المصرية لسنة 1972 مرتبة أبجديا

## 1972
- كلمة شرف
- إمبراطورية ميم
- رجال بلا ملامح
- حكاية بنت اسمها مرمر
- الزائرة
- الخيط الرفيع
- أضواء المدينة
- جريمة لم تكتمل
- العصفور
- الناس والنيل
- خلي بالك من زوزو
- وكر الأشرار
- دعوة للحياة
- الشيطان امرأة
- الحاجز